# Népszínház (épület, 1875–1965)
A Népszínház épülete Józsefvárosban, a mai Blaha Lujza téren állt. Ferdinánd Fellner bécsi építész tervei alapján Kéler (Kéhler) Napóleon és  Buzzi Bódog építette a főváros telkén. 1875. október 15-én adták át. A 19. század második felének legnépszerűbb műfaja, a népszínmű számára tervezték, mivel a Nemzeti Színház leválasztotta repertoárjáról a „bármikor adatott eredeti és fordított énekes színdarabokat” (népszínműveket, vígjátékokat, bohózatokat) – és az operát is, ami szintén önálló házba költözött. A budai Molnár-féle és az István téri Miklóssy-féle színházak után a harmadik pest-budai népszínház volt. 1908-tól a Nemzeti Színház társulata bérelte – eredetileg ideiglenesen, amíg saját épülete elkészül – 1948-ig, amikor is a tulajdonába került. Ebben az időben e társulat neve alapján a köznyelvben Nemzeti Színháznak nevezték, de az épület neve továbbra is Népszínház maradt. 1965-ben lebontották.

## Története

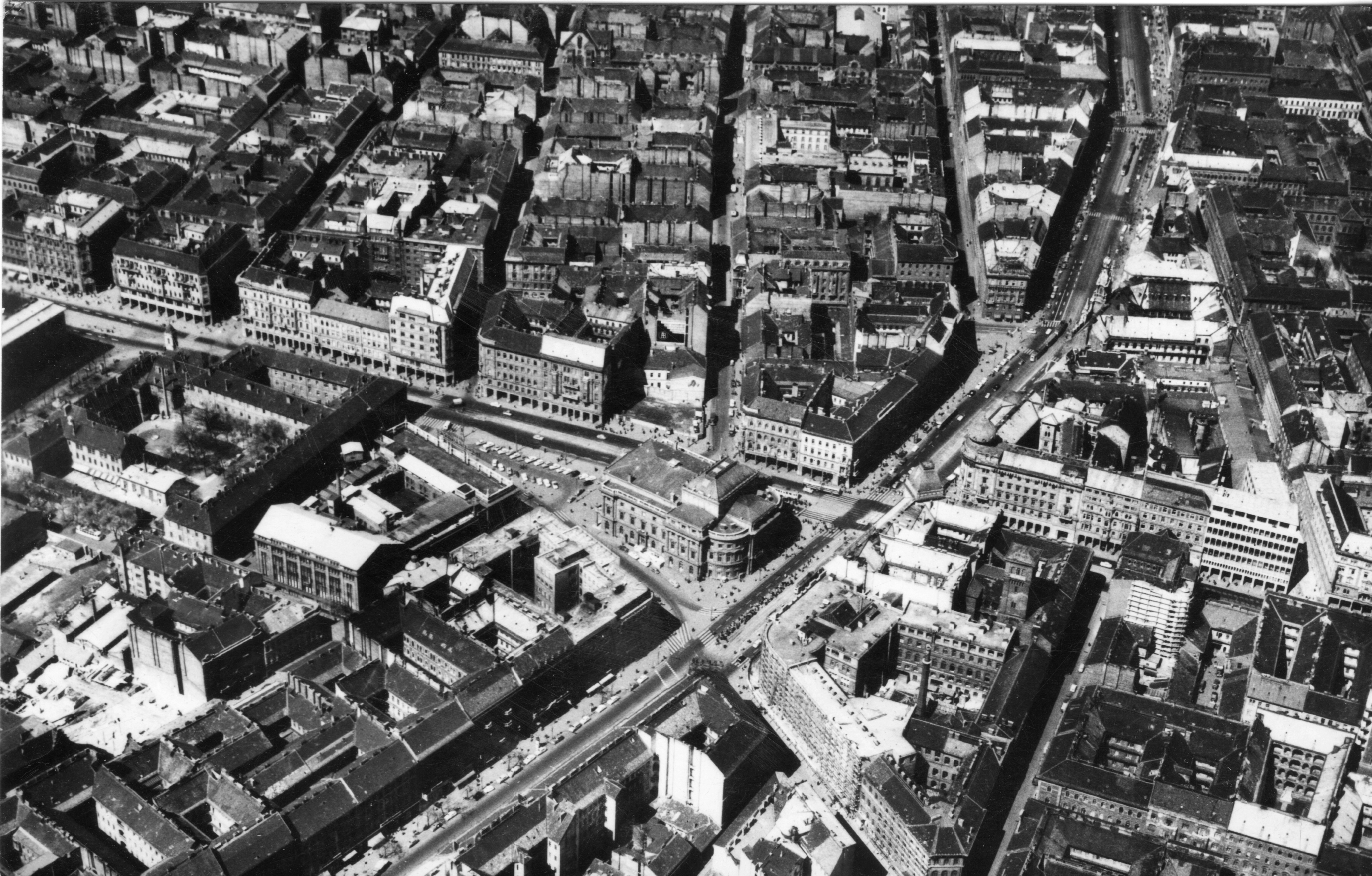
1962-es légi felvétel

Az épület jelentős fővárosi támogatással, magánkezdeményezésre készült el. Megtervezését a tekintélyes bécsi Fellner és Helmer cégre bízták. A Ferdinand Fellner és Hermann Helmer vezette és Monarchia-szerte számos színházi épületet tervező híres bécsi építészcég első magyarországi műve volt. Az építésre a legolcsóbb ajánlatot tevő Buzzi és Kéler céggel kötötték meg a szerződést 1874. március 2-án és még abban a hónapban neki is álltak.
Elhelyezkedése szempontjából fontos csomópontban, az akkoriban kiépülni kezdő „budapesti Ring”, azaz a Nagykörút központi kereszteződésében, a Kerepesi út (Rákóczi út) és a Sertéskereskedő (Népszínház) utca találkozásánál. A fő homlokzat a városközpontra (a Duna felé) nézett, az épület hátulja az akkor kialakított József körútra. A neoreneszánsz stílusú, építésekor a legmodernebbek közé számító színház patkó alakú nézőterén három emeleten helyezkedtek el az ülő- és állóhelyek, helyiségeit 392 gázláng és 140 szintén „lángzós” csillár világította meg.

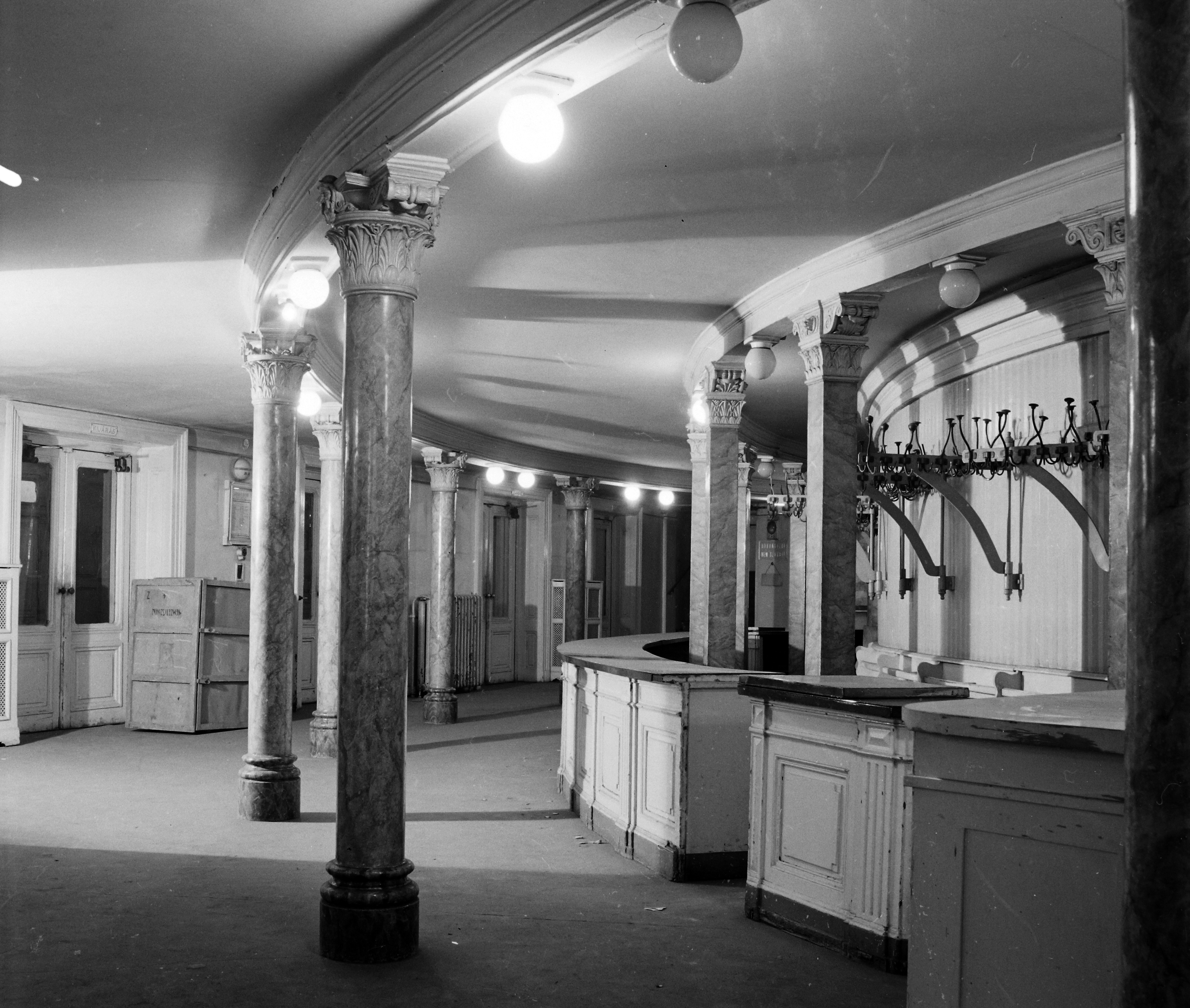
Ruhatára, 1964

Egy még az építkezés alatt, a Vasárnapi Ujság leírásból a következők derülnek ki: A színház egészen szabadon állt, utcákkal körbejárhatóan, egy tér közepén. Az előzetes tervek szerint a város felé tekintő homlokzat két oldalán emeletes toronnyal díszített szárnyépületek lettek volna, melyek bérhelyiségek voltak, a bizottság a költségek csökkentése miatt ezek kiépítését későbbre halasztotta. A körúti homlokzat a színpad meghosszabbítását képező négyszögletes nyúlványban végződött. Az épület körül apró kertecskék, gyepes helyek kaptak helyet. A főhomlokzaton oszlopos erkély volt, mely alá a kocsi följárat vezetett. A színháznak tűzvédelmi okokból négy kijárata volt. A három emeleten és a földszinten 2672 személy befogadására építették, melyek legnagyobb része ülőhely, amiket elölről (a páholy összesen 52, erkély-támlány 479, erkélyzártszék 221, középamfiteátrumi szék 146, földszinti támlásszék 386, földszinti zártszék 130, állóhely 1086). A színpad szélessége 7 öl, mélysége a hátsó színpaddal együtt 12 öl volt. Jobbra és balra is egy-egy társalgó és több öltöző szoba. A nézőteret a mennyezetről lefüggő nagy és köridomú gázcsillár világította meg. A széksorokat felosztották. A tágas tornácok, lépcsők és csarnokok is kényelmes kijutást biztosítottak tűz esetén is. Az épület földalatti helyiségeiben a pince, ott pedig leginkább a légfűtés készülékei kaptak helyet, a színpadi villanyindító ütegek, a tűzijátékokkor szükséges tűzi szerek, a gázvezeték ellenőrző szobái és a lakatos-, asztalos-, és bádogosműhelyek. A földszinten a nézőtér és színpad szintje alatt a kapus és színházi őrök lakásai, a bemenet a zenekarba, illetve a hangszerek tárolója, bútor-raktár és a statiszták helyisége voltak. A színpad alatt a süllyesztő készülékeket is elhelyeztek. Az öltöző szobák egy szinten voltak a színpaddal, további termek s az orvos szobája. Az első emeleten férfi- és női ruhatárak, bútorraktár, termek. A második emeleten a színpad megnyújtása fölött nagy ballet-terem, a táncosok ruhatára, egy külön szoba az első táncosnő és az első táncos részére, a fodrász és balettmesternek; amik mellett a paróka- és könyvtár, valamint az olvasó-próbák terme volt. Az épület másik fele az igazgató és a titkár szobája, előterem; a gondnoki iroda és a pénztár. A színpad mellett feljebb a festőterembe, a szabók műhelyébe, a kelmetárba, és a fegyvertárba lehetett jutni. Még följebb van a kortina-padlás. A bejáraton belépve az előtérbe lehetett jutni, majd a nézőtérre. Ott az esteli pénztárak, a közönség ruhatára, a szárnyépületekben egyik oldalt cukrászda, másik oldalt kávéház kapott helyet. A földszinten vörös kelmével bevont zártszékek soraihoz négy lejáraton lehetett odajutni. Az első és második emeletnek a színpaddal szemközt körszékek és zártszékek sorai piroslottak. A negyedik emeleten, közvetlen a tető alatt volt a karzat.
A Népszínház 1875. október 15-i megnyitását követően a Magyarország és a Nagyvilág hasábjain „a díszes színházi épületről” ezeket az adatokat közlik: a Népszínház főhomlokzata nem az eredeti terv szerint, a leendő körút felé épült, mert akkor le kellett volna bontani az ott levő épületeket, hogy a színházhoz lehessen jutni. Fordítottak tehát egyet a terven, és így az épület előrésze a Kerepesi úton át a belváros irányába nézett. Megnyitásakor még a Rókus-kórház és a színház között állt Kasselik Jenő háza is. Közöttük, a ház 1886-os kisajátításáig – amikor az épületet csupán háromnegyedig bontották le – egy szűk utca szorongott és így akkor nem tudták kiépíteni a kocsik megálló helyét. Az eredeti körúti homlokzat két oldalán tervezett egy-egy pavilonszerű kiugrás helyén virágos szőnyegkertet hoztak létre. Az épület két oldala szabadon állt. Mellé építettek a kocsik számára kiszálló és fedett helyet. A Sertéskereskedő utcát ekkortájt keresztelték át Népszínház-utcára. A hátsó rész, a hol körút még ekkor nem épült meg, csak körüljárható volt, a szűk ösvényt léces kerítés választotta el a mértékhitelesítő udvartól. Kívülről a főhomlokzat sugár-oszlopaival – közöttük Kisfaludy Károly, Egressy Béni és Gaal József mellszobrával –, a párkányzatok közti allegóriai csoportozatokkal, s a sarkokon és homlokzati csúcsponton álló szobor-alakokkal díszítették az épületet. Három emelet magas volt, de a színpad fölötti kupola kiemelkedett a házak fölött. A hátsó részben félkörben épült, ahol a színpadi helyiségekhez vezetett minden ajtó; a középső nagy ajtón, ha a hídkapukhoz hasonló nagy dobogót lebocsátották, kocsikat, lovakat lehet vinni a színpadra. Ez az oldal is díszes volt. A homlokzat hármas kapuján vagy oldalról belépve oszlopos, festett falú csarnokba lehetett jutni. Mozaikpadló volt mindenütt, félkörben görbülő folyosókon és a tágas lépcsőzeteken is, melyek körül a karzatokra vivő volt a legtágasabb. A nézőtérre csak oldalról lehetett bejutni. A színpaddal szemközt csak az erkélyre volt bejáró. A földszinti ülőhelyekre mind a két oldalon, a zenekar melletti ajtó, az erkély alatti zártszékekre külön bejárat vezetett. Mindenhol föliratok segítették a tájékozódást. A nézőtér és az utcától elzáró falak közt nagy folyosók, lépcsők, termek, mellékhelyiségek és ruhatárak voltak. Az első emeleten, a homlokzatra nyíló nagy teremben jöhetett össze a páholyok és az erkély közönsége – aranyos cirádákkal a boltozaton, a falakon a pompeii falakra emlékeztető festésekkel. Itt volt a cukrász és csemege-áruló. Minden osztálynak külön-külön és nagy ruhatára volt és csarnokok. A nézőtéren az uralkodó szint a sötét meggyszín zártszékek, a páholyok hasonló színű öblei és vörös selyem- drapériai adták, az aranyos fehér páholyalapzatok mellett. Az a lap, mely egyik és másik páholy közt fennmaradt,  tekergő díszítésekkel, féldomborművű amorettekkel volt tele. Az oszlopfejek közt egy-egy vigyorgó szatírok, a legfelső sorban kariatidák. Fenn a boltozatot nyolc allegorikus csoportozat népesítette. Gáz a páholyok oldalain nem égett sehol, egyedül a legfelső karzat hátsó ölében volt néhány gázláng, a falba vésett fülkékben és rostély között. Egészen fenn a boltozatnál egy óriás körte alakú csillár lógott, csupa üvegprizmából, közepében gázlánggal. Ott a magasban volt a ventiláció egyik kiegészítő része is, egy nagy henger, mely a fülledt léget kivezette; a friss levegő pedig a földalatti helyiségekből gőzgép segítségével áradt szét. Összesen 50 páholy volt. Jobbról, mindjárt a színpad mellett, az első emeleten nyílt az udvari páholy, mely három más páholy nagyságával bírt. Egész szalon, társalgó külön teremmel s egy kisebb kabinnal. Fellner úr ajándék gyanánt maga díszíttette föl. Hasonló hármas páholy készült balra, Budapest főváros hatósága számára. A színpad melletti legfelső páholy a színészpáholy volt, közvetlen összeköttetéssel mindkét oldalon a színpaddal. Minden páholy nyitott, azaz erkélyszerű kiugrása volt. Az ülőhelyeket úgy alakították, hogy a legtávolabbi pontról is tisztán lehessen látni a színpadot, s az előtte ülő nem akadályozhasson senkit, ezért a székek lépcsőzetesen emelkedtek. A leghátsó karzat (melybe csak 10 krajcár volt a belépti díj) szintén ily lépcsőzet állóhely volt, erős vaskorlátokkal, ahonnan a nézőtért nem csak a színpadot lehetett látni. Mindössze 1375 ülőhely volt (a Nemzeti Színházban ekkor csak 1200), az állóhelyeket is számítva 2300 főből álló közönség fért el a színházban. A földszinten levő ülőhelyek első osztálya a körszék, középső csoportja 15, két szélső csoportja 10 sorból állt. Ezek mögött volt a zártszék s azontúl állóhelyek. A süllyeszthető-emelhető színpad és mellékhelyiségeinek mérete akkora volt, mint a nézőtérnek, alatta két emelet, felette zsinórpadlás – Galló György gépész munkája. Még árvizet is imitálhattak, az erre szolgáló vízvezetékekkel. A színpad a nézőtértől vasfüggönnyel is volt elválasztható. A Külön öltözőszobákat mind távírdai készülék kötötte össze, hogy a rendező és ügyelő hamar tudjon mindenkit irányítani. Minden karnak és a színészeknek is önálló próbatermei voltak. A tágas festőterem a leghátulsó részen, a színpad fölött volt, ahonnan az elkészült függönyöket egyenesen a színpadra lehetett bocsátani. Az alsó szinten nagy díszletraktár helyezkedett.

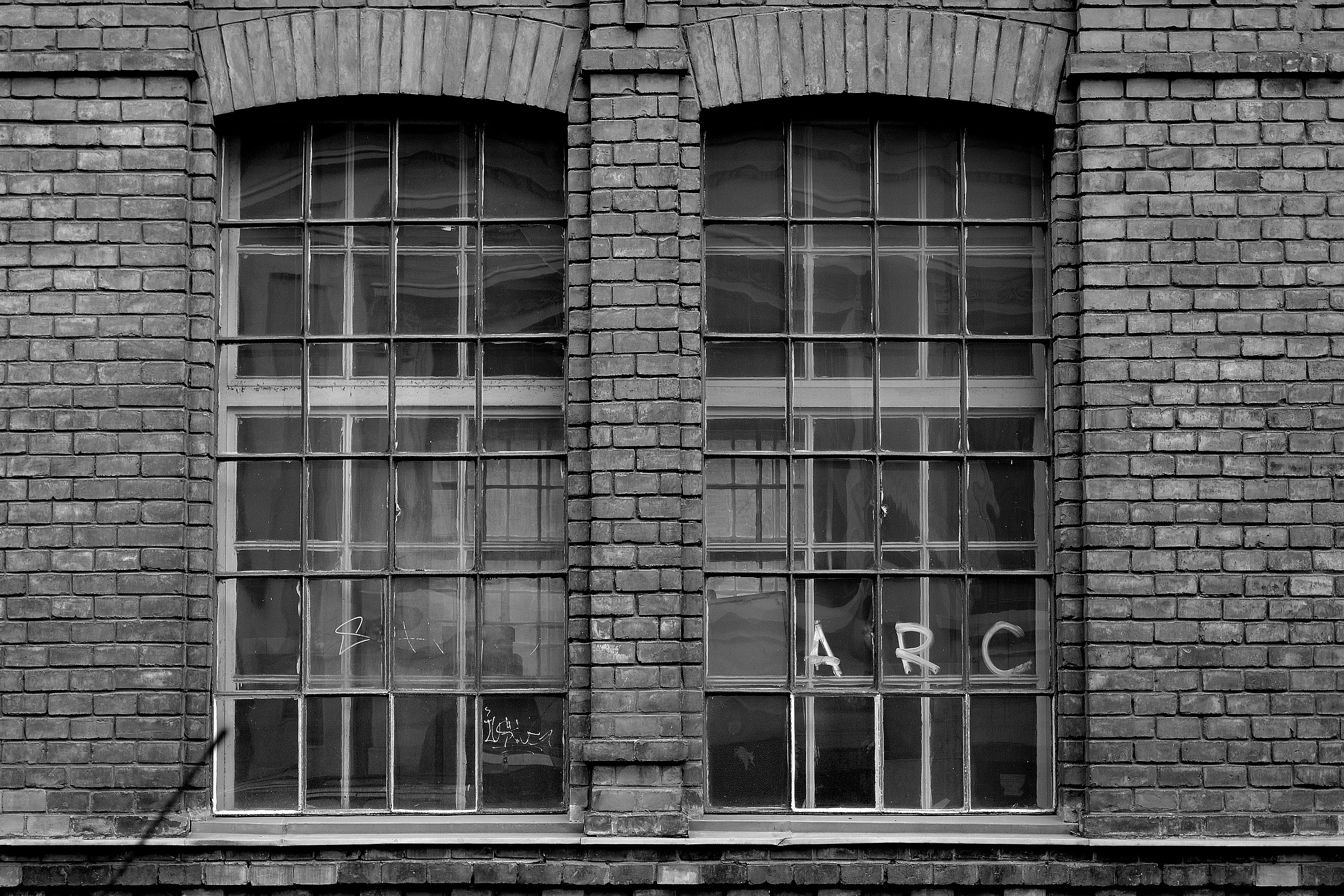
A Csokonai utcai gazdasági épület egyik ablaka

A népszínház bizottmánya 1894-ben határozott arról, hogy a színház tűzbiztonsági berendezéseinek elhelyezésére szükséges gazdasági épületet nem a színházi alapítvány József körúti telkén és az ehhez a szomszédos Rémi-féle telekből még hozzáveendő területen, hanem egy csere folytán az alapítványi telekrész mögött fekvő, a Csokonai utcára néző és Rémi Róbert érdektársai tulajdonához tartozó telken építteti fel. A két épület közötti közlekedés biztosítása végett Rémi Róbertet és érdektársait kötelezték a kisajátítási egyezséghez fűzött tervrajzon jelölt egyesítendő telkük egész hosszában egy örök szolgalmat képezendő földalatti átjáró és akna létesítésére, amelyért a népszínházi alap évi 200 forint örök bérösszeget tartozott fizetni.

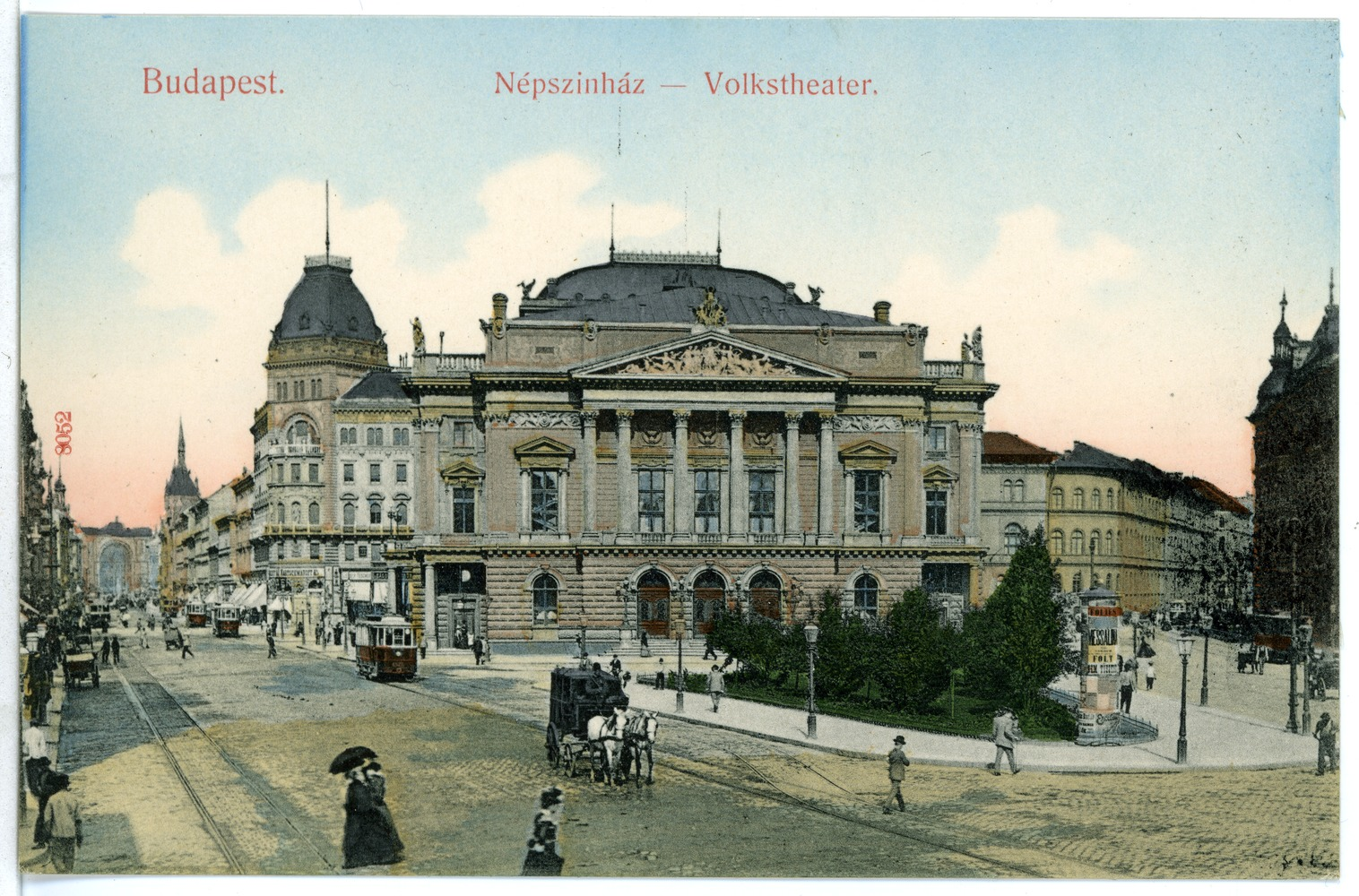
Egy 1906-os képeslapon

Az Népszínház első jelentős átépítésére 1905-ben került sor. Több kiesebb főleg tűzbiztossági átalakítás történt, de pénzhiány miatt a belső tereiben szinte teljesen fából készült szerkezetet még csak le sem impregnálták, ami Lechner Jenő korabeli írásából tudható. Ebben azt írja, hogy „az Operaház kivételével ma is még a fővárosnak nemcsak leghatalmasabb dimenziójú, de bizonyos szempontból klasszikus megoldású színháza”, azonban már csupán 820 nézőhelyet említ. Az ekkor csak a színpadi részre szoruló átalakítás tervezésével és végrehajtásával Kauser Józsefet bízták meg, aki 1885 óta a színház tulajdonosának, a főváros ápolására bízott alapítványának tiszteletbeli műszaki tanácsadója volt és aki a főváros mérnöki hivatalának kiküldöttjével együtt végezte annak műszaki teendőit. Azért ezzel kezdték, mert a színházi tüzek 85—90%-a innen vette eredetét. A bizottság határozatban kikötötte, hogy az épület architektonikus szempontból az átalakítás folyamán ne szenvedjen változást. A Népszínházba ekkor létesítettek egy úgynevezett Asphaleia-rendszert. Ezt a hidraulikus, mechanikus színpadtechnikai tűzbiztonsági hídszerkezetes berendezést egész Európában elsőként az Operaház, Magyarországon utána másodikként ez a színház alkalmazta. Ehhez a Csokonai utcában elhelyezkedő hatalmas víztorony biztosította a megfelelő működést és biztos önállóságot, mely a rendszert 44 méteres magasságból körülbelül 50 tonnányi vízzel, illetőleg az ennek megfelelő víznyomással volt képes szolgálni. Az 1860-ban a Dunaiszky László tervezte Lendvay Márton szobrot, ami eredetileg a Nemzeti Színház 1913-ban lebontott épületénél állt, 1937-ben (a társulat centenáriumán) helyezték ki az épület elé.

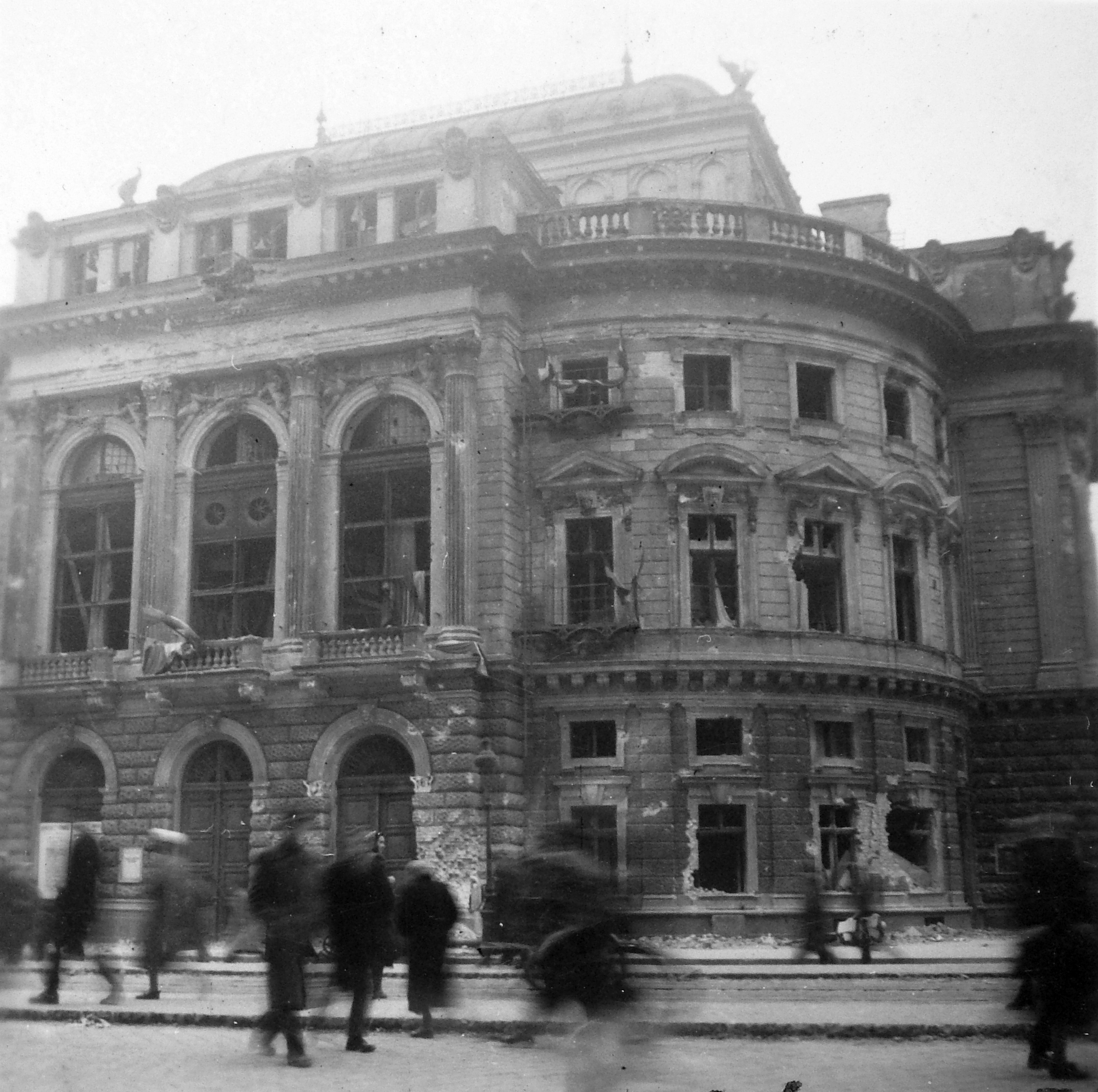
Az épület '56 után

A második világháborúban az épületet jelentős sérüléseket szenvedett, helyrehozatala nagy energiákat mozgósított mind a Nemzeti Színházat bérlő államkincstár, mind pedig az épületet bíró Budapesti Magyar Népszínházi Alapítvány és a főváros részéről. A hatvan belövést kapott színházat néhány hónap alatt működőképes állapotba hozták. 1949-ben Rákosi Mátyás bejelentette, felépítik az új Nemzeti Színházat. De Budapest 1955. évi távlati rendezési és az 1960-as években készült tanulmánytervek is még mindig csupán a helyét keresték. Eközben, 1948-ban, tekintettel arra, hogy a Népszínházi Alapítvány munkája már csak formális jellegű volt, az épületet telekkönyvileg a Nemzeti Színház tulajdonába írták. 1950-ben kormányrendeletekkel az ingatlant, a bútorokat, felszerelési tárgyakat az államkincstárnak adták át, az alap vagyonát pedig megszüntették és azt a főváros kapta meg. Az épület az 1956-os forradalom és szabadságharc során is jelentős károkat szenvedett, renoválása 1957 nyaráig tartott. 1961 áprilisától 1962 januárjáig átépítették a súlyosan megrongálódott tetőszerkezetét is. Ekkor még a távlati tervekben vígoperai szerepet szántak a színháznak.

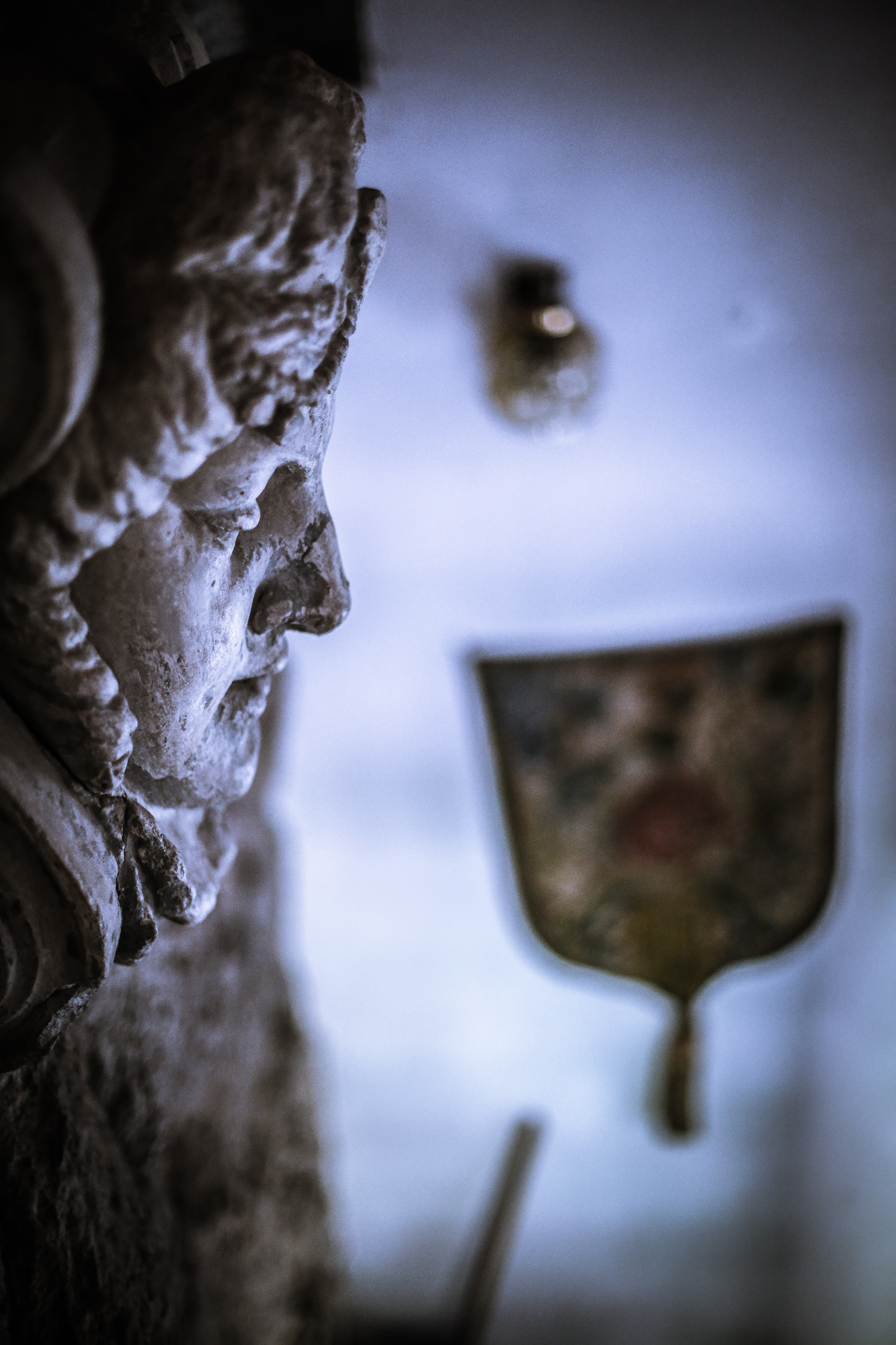
Egy kimentett oszlopfő a felrobbantott Nemzeti Színházból a Patkó Villában

1963–1964-ben azonban már a főváros rendezési tervében mind építészeti, mind műszaki állagában teljesen elavultnak írták le az épületet, melynek tartó falai süllyedés következtében elferdültek. Az érvényes tűzrendészeti határozat pedig előírta a 220 voltos áramra való átállásnál a teljes elektromos berendezés kicserélését. A színpadi alsó gépezet csak korlátozottan volt használható, az erkély szerkezetek –  1963. április 21-én megroppant színház nézőterének első emeleti padozata – és közönségszolgálati helyiségek felújításra szorultak. Elhelyezkedését sem tartották megfelelőnek funkciója maradéktalan ellátásához (a jelmeztár, díszletraktár, műhelyek távol kerültek a színháztól, a szállítás jelentős költségtöbbletet okozott), ami további fejlesztését tett volna szükségessé. Korabeli számítások szerint csupán a színház épületének korszerűsítése 80–100 millió forintba került volna, míg a földalatti építése miatt szükséges megerősítése és az azzal járó károk helyreállítása pedig további 40 millió forint költséggel jártak volna. A rekonstrukció idejét, ami alatt a színházépület nem üzemelt volna, 5–6 évre becsülték.

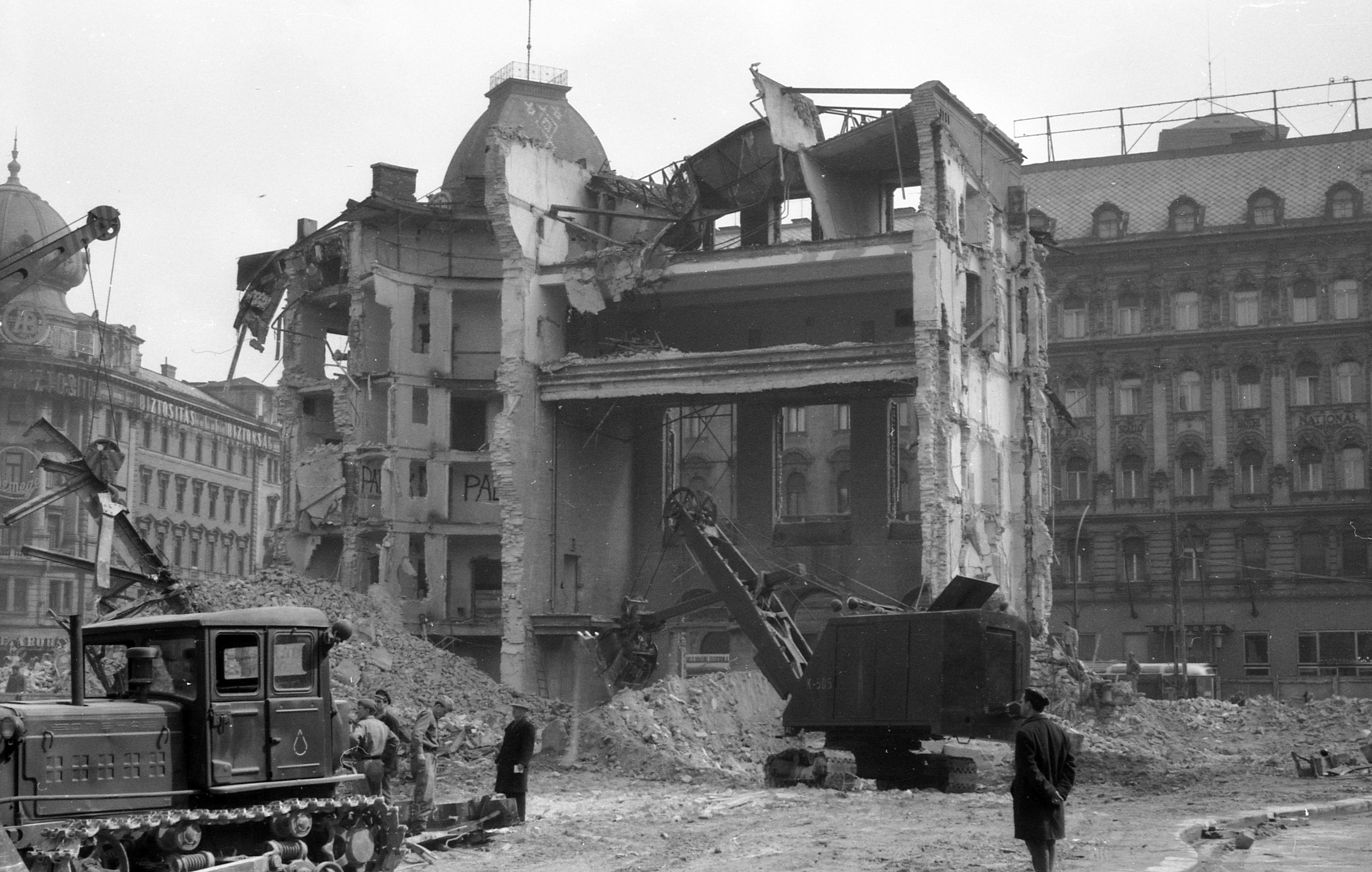
Bontása

A színházépület bontását 1965. január 15-én kezdték el, majd március 15-én felrobbantották a színház pincéjét és tartófödéméit, végül a színház utolsó falszakasza is leomlott április 23-án az utolsó robbantás alkalmával. Gobbi Hilda a nemzeti ismert művésze – ahogy végrendeletében írta – a „Magyar Nemzeti Színház Blaha Lujza téri lebontott épületéből” általa mentett mementókat a visegrádi „Patkó villa” nevű nyaralójába építette, majd halála után az egész létesítményt a társulatnak ajánlotta.

## Gazdasági épülete és a víztorony

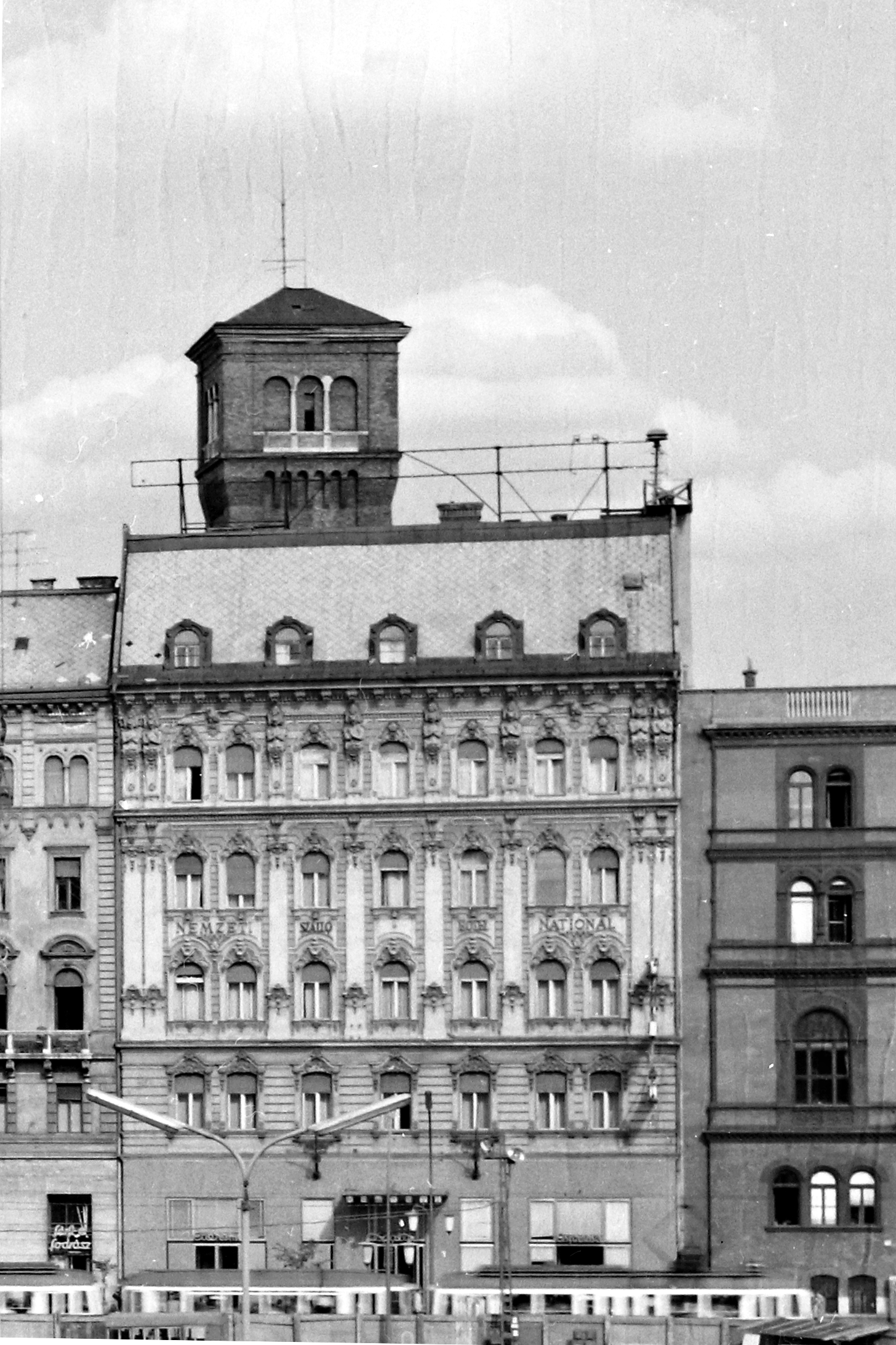
A Nemzeti Szálló és a mögötte magasló víztorony 1965-ben

Rémi Róbert, mint a Közmunkatanács tagja jól látva a környék fejlődési lehetőségeit a körút megnyitásával, a Népszínház kezdetben a József körút mentén állt díszletraktárának telkéért felajánlotta a szomszédos kisebb forgalmú Csokonai utca felé nyíló, de jóval nagyobb telekrészét (Csokonai utca 3., korábban 5733/b). Ez volt az oka annak, hogy a színház díszletraktára és víztornya ott épült fel, míg a József körút 4. szám alatti – alakját és méretét még a Nagykörút vonalvezetése miatt is módosult szabálytalan alakú – ingatlanon pedig az 1895 decemberében még Rémi Szállóként megnyíló, későbbi Nemzeti Szálló. Az ügylet kapcsán Rémi Róbertet és érdektársait  egy örök szolgalmat képezendő földalatti átjáró és akna létesítésére kötelezték. Az utóbbi 1,6 méter magas és 90 centiméter széles volt. A földalatti alagútban a második világháború éveiben, illetve az 1956-os forradalom napjaiban is bújtattak embereket.
A Népszínház tűzbiztonsági berendezéseinek elhelyezésére létesített gazdasági épület és víztorony helyén korábban bérletként gőzfavágó- és tűzifatelep működött, a területet a munkálatok megkezdése előtt kiürítették, így az építkezést még 1894-ben meg is kezdték.
Csokonai utcában a téglaépítésű 47 méter magas víztorony az alatta L alakban húzódó gazdasági épület részeként, Kauser József tervei alapján épült. Itt készültek a jelmezek, ácsolták és festették a díszleteket. A torony víztartályaiból kapta a vizet a Blaha Lujza téri színházépület színpadtechnikai berendezései: a süllyedőmester által vezérelt hidraulikus gépek emelték vagy süllyesztették a díszleteket, a háttérfüggönyöket, a vasfüggönyt. Az épületegyüttes pincéjében volt a kazánház, innen indult ki a színház gőzfűtésének csővezetéke és a színpadi záport előidéző vagy tűzveszély esetén működésbe lépő vízvezetéke is. A toronyrész a színház 1965-ös felrobbantása után eredeti funkciójának már nem tudott eleget tenni, de még több mint 20 évig a Színházak Központi Műtermei Vállalat tulajdonában állt. Az épület többi részében továbbra is színházak egységei, asztalos, varró, és szobrászműhelyek működtek.
A toronyépület legtetején a hatalmas, szegecselt víztartály egy szűk folyosón körbejárható volt, a toronyszárban körlépcső vezetett fel oda, amely a vízvezetékek henger alakú köpenyét ölelte körül.
A funkcióját vesztett torony újjászületését a Lechner tervarchívuma őrzött leírás szerint egy tulajdonosváltás és ennek nyomán a Kereskedelmi Tervezővállalat (KERTI) 1986-os építési engedélyeztetési terve indította el, amikor a Hungarotex Textilkülkereskedelmi Vállalat megvásárolta a Csokonai utca 3. alatt álló épületegyüttest és megbízta a KERTI-t az épület és benne a víztorony átalakításának megtervezésével. Az építész tervező Michaletzky Gábor, a szerkezet tervező Pintér Ágnes volt. Az épületben a KÖJÁL-lal és a Műemlékfelügyelettel történt egyeztetés után egy 100–150 adagos melegítőkonyha mellett több emeletnyi iroda és néhány tárgyalóterem kapott helyet. Az addig feladat nélkül pusztuló víztorony tetején a homlokzati vakablakok megnyitásával lenyűgöző budapesti panoráma nyílt a fémtartályok eltávolításával nyert csaknem 40 négyzetméternyi területen kialakított reprezentatív protokoll tárgyalóteremnek. Az így kapott új födémszint megközelítése a toronyban lévő lépcsővel a 38. méterig volt lehetséges. Eddig a szintig (5. emelet) a lépcsők által körülfogott tömbben lévő kör keresztmetszetű kürtőbe megfelelő szerkezeti átalakításokkal 4 személyes személyliftet terveztek. Innen egy külön épített új, kétkaros lépcső vezet fel a protokoll terembe. A földszint belmagassága néhol a 10 métert is elérte, hogy a hatalmas díszletelemek megépítése és mozgatása ne ütközzön nehézségekbe. Ezt a teret egy új födém behúzásával két részre bontották és az így keletkezett új félemeleten is irodákat alakítottak ki. Ugyanígy az L alakú épületrész tetőszerkezetében is, a tartóelemek (főállások) által tagoltan kivitelezték a szobákat, a folyosó részére megfelelő szerkezeti kiváltásokkal. A saját lépcsőházzal rendelkező toronyépületet a színházzal egykor összekapcsoló a körút alatt futó alagutat a robbantás óta bekövetkezett számos útfelújítás során részben már betemették. Az egész épület utcai és udvari homlokzatát, illetve a szintén téglaburkolatos tornyot letisztították, felújították, a hiányokat pótolták.

## A Népszínház könyvtára

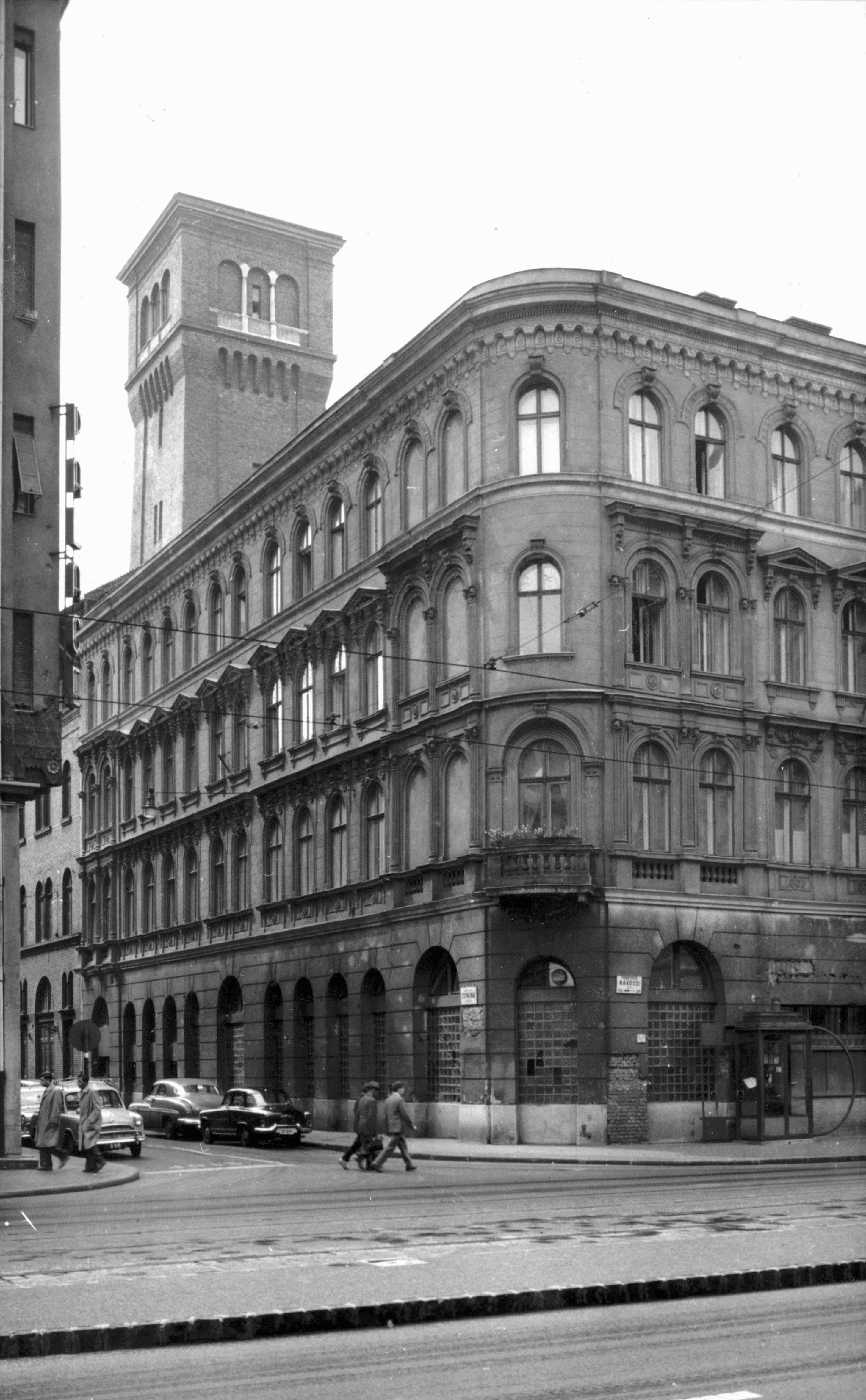
Gazdasági épület víztornya 1960

A könyvtárhelyiség a Népszínház Csokonai utcai gazdasági épületének legfelső emeletén volt. Gazdája, ahogy az épületnek és a társulatnak is a város volt. A színház könyvtárának alapja az a letéti anyag volt, melyet a Nemzetitől kapott kölcsön, miután „a népszínházi bizottság s a nemzeti színház igazgatósága között a színműi válfajok előadási joga tárgyában” szerződés jött létre. A „megőrzés és használat végett Rákosi Jenő igazgatónak átadott népszínművek” leltárszerű nyilvántartással kerültek a színházhoz. A törzsállomány aztán az előadott darabok szövegkönyveivel állandóan gyarapodott. A kölcsönkapott anyaggal együtt a Népszínház átvette a Nemzeti könyvtári rendjét is (a szövegkönyveket és kottákat abc rendben gyűjtötte, ezen belül pedig a darabok előadási rendjében csoportosította). Erre az motiválta, hogy műsora természeténél fogva kölcsönözni tudjon a hozzáfordulóknak, főként a vidéki színigazgatóknak. A színház megnyitásától első „könyvtárosa” Vasvári Kovács József színész volt 13 éven át. Utóda, Virágháti Lajos súgó, majd annak fia. 1895 őszétől nincs adat a könyvtárat gondozó személyről. 1908-ban a népszínházi alap tulajdonát képező könyvtárat és díszleteket a bérbe vevő Nemzeti Színház vette át.
A Népszínház írásbeli és nyomtatott, több ezer kötetet, magyar és idegen nyelvű szövegkönyvet és kottát tartalmazó dokumentumai javarészt megmaradtak. Egy 1959-es leírás szerint irattárát, jegyzőkönyveit az 1. sz. Állami Levéltár, színlapgyűjteményét a Fővárosi Szabó Ervin Könyvtár, szövegkönyveit és kottaanyagát pedig az Országos Széchényi Könyvtár őrzi.

### Fényképek
- 1875 táján, Kerepesi (Rákóczi) út, a Népszínház (Nemzeti Színház). Ilyen is volt Budapest (Hozzáférés: 2016. május 16.) (fénykép)
- 1800-as évek vége, Kerepesi út, (Rákóczi út) a Népszínház. Ilyen is volt Budapest (Hozzáférés: 2016. május 16.) (fénykép)
- Régi Budapest: Népszinház 1893-ban ( 1908-1964 között Nemzeti Színház a mai Blaha Lujza téren). Budapest (Hozzáférés: 2016. május 16.) (fénykép) arch
- Újjáépítés - Gobbi Hilda és Ladányi Ferenc színművészek romeltakarításon a Nemzeti Színház oldalánál. Budapest, 1945. május 1. MTI Fotó: MAFIRT.
- Bajcsy-Zsilinszky Endre gyászmenete a Blaha Lujza téren. 1945. május 27. MAFIRT felvétel. archivum.mtva.hu (Hozzáférés: 2022. július 11.) arch
- Tehéncsorda a budapesti körúton a Nemzeti Színháznál az állandósult szállítóeszköz hiány miatt... 1945. november 23. MTI Fotó: a MAFI Rt. fotóriportere.
- A 41. számú Építőipari Vállalat munkásai építik az állványzatot a Nemzeti Színház kupolájának festési, felújítási munkáihoz. 1961. április 25. MTI Fotó: Pálfai Gábor. archivum.mtva.hu
- Renoválják a Nemzeti Színház Blaha Lujza téri épületét 1961. szeptember 14. MTI Fotó: Tormai Andor. archivum.mtva.hu (Hozzáférés: 2019. február 2.)